# Бойчишин Михайло Іллярович
Михайло Ілля́рович Бойчи́шин  (5 грудня 1948, Чемеринці — зник безвісти в ніч із 15 на 16 січня 1994, Київ) — український політик, свого часу один з провідних діячів Народного руху України. Член оргкомітету з проведення Першого з'їзду НРУ, делегат п'яти Всеукраїнських зборів Руху.

## Біографія
Михайло Бойчишин народився 5 грудня 1948 року в селі Чемеринці Перемишлянського району Львівської області. Після школи вступив до Українського поліграфічного інституту імені Івана Федорова, який закінчив у 1972 році за фахом інженера-механіка. Паралельно з навчанням Михайло Бойчишин працював столяром, токарем та слюсарем-електриком на ВО «Мікроприлад». З 1969 по 1990 рік він працював у ПКІ конвеєробудування.
З 1988 року Михайло Бойчишин брав активну участь у створенні Товариства української мови імені Тараса Шевченка та Народного Руху України за Перебудову (НРУ). У 1990 році виборці Залізничного району Львова обрали його депутатом Львівської обласної ради, потім він обіймав посаду Голови Шевченківського районного виконавчого комітету міста Львів.
На початку 1992 року ІІІ з'їзд НРУ обрав Михайла Бойчишина заступником співголів партії, а дещо пізніше він став Головою Секретаріату НРУ.
У ніч із 15 на 16 січня 1994 року на секретаріат НРУ в Києві було здійснено збройний напад — двоє невідомих, зіславшись на те, що їм необхідно терміново передати пакет документів для пана Бойчишина, зайшли до приймальні. Вдаривши пістолетом вахтера, вони вдерлися до приміщення. Але Михайло Бойчишин, можливо передбачивши напад, вийшов із секретаріату ще за 3 години до того, і не повернувся.
Правоохоронні органи спочатку відмовилися приймати заяву про зникнення Бойчишина, а потім проявили непрофесійність під час розслідування цієї справи. Міліція навіть не опитала «рухівця» В'ячеслава Коваля, в якого Бойчишин ночував напередодні.
Зникнення М.Бойчишина суттєво послабило організаціний потенціал НРУ, зокрема, під час виборчої кампанії 